# Калужский, Евгений Васильевич
Евге́ний Васи́льевич Калу́жский (16 [28] января 1896, Москва — 21 марта 1966, там же) — советский актёр театра и кино, театральный деятель. Заслуженный деятель искусств РСФСР (1948).

## Биография
Родился в семье актёра и режиссёра Василия Васильевича Лужского (Калужского), одного из основателей Московского Художественного театра.
В 1913 году окончил Медведниковскую гимназию, в 1918 — юридический факультет Московского университета.
С 1915 года учился в Школе драматического искусства у Н. О. Массалитинова и Н. Г. Александрова.
На сцене МХАТа выступал с августа 1916 по сентябрь 1952 год, затем перешёл в Малый театр. В 1953—1954  играл в Московском драматическом театре имени Пушкина, с 1954 по 1960 год — в Малом театре. С весны 1917 года был заведующим труппой и репертуарной частью МХТ. Руководил военно-шефской комиссией МХАТа.
Сыграл во МХАТе 43 роли, в основном эпизодические:
- 1924 — «Царь Фёдор Иоаннович» А. К. Толстого — князь Андрей Шуйский, позже князь Иван Иванович Шуйский и князь Дмитрий Шуйский
- 1925 — «Елизавета Петровна» Д. П. Смолина — Остерман
- 1925 — «Пугачевщина» К. А. Тренёва — Федулов
- 1926 — «Днях Турбиных» М. А. Булгакова — Студзинский
- 1927 — «Сёстры Жерар» В. Масса по мелодраме А.-Ф. Деннери — маркиз де Прель
- 1930 — «Реклама» М. Уоткинс — Мердок
- 1930 — «Три толстяка» Ю. К. Олеши — воспитатель наследника Тутти
- 1930 — «Отелло» У. Шекспира — Дож Венеции
- 1932 — «Мёртвые души» по поэме Н. В. Гоголя — зять Мижуев
- 1934 — «Пиквикский клуб» по Ч. Диккенсу — Боб Сойер
- 1936 — «Мольер» М. А. Булгакова — брат Верность
- 1936 — «Любовь Яровая» К. А. Тренёва — Депутат от помещиков
- 1937 — «Анна Каренина» по роману Л. Н. Толстого — Князь и Особа царской фамилии
- 1938 — «Гроза» А. Н. Островского — Тихон
- 1939 — «Горе от ума» А. С. Грибоедова — князь Тугоуховский
- 1942 — «Кремлёвские куранты» Н. Ф. Погодина — Скептик
- 1943 — «Последние дни» М. А. Булгакова — Данзас
- 1945 — «Офицер флота» А. А. Крона — Тихон
- «Воскресение» по роману Л. Н. Толстого — Старшина и Полковник
- «На дне» М. Горького — Медведев

С 1939 года снимался в кино.

## Фильмография
| Год  |   | Название             | Роль                                                            |
| ---- | - | -------------------- | --------------------------------------------------------------- |
| 1939 | ф | Минин и Пожарский    | Иван Заруцкий                                                   |
| 1941 | ф | Первая Конная        | Пилсудский                                                      |
| 1943 | ф | Кутузов              | маршал Луи Бертье                                               |
| 1946 | ф | Первая перчатка      | болельщик (нет в титрах)                                        |
| 1946 | ф | Глинка               | старый сановник                                                 |
| 1949 | ф | Сталинградская битва | Адам, полковник, адъютант генерал-фельдмаршала Фридриха Паулюса |
| 1949 | ф | Встреча на Эльбе     | генерал в посольстве (нет в титрах)                             |
| 1950 | ф | Далеко от Москвы     | эпизод (нет в титрах)                                           |
| 1952 | ф | Школа злословия      | Сэр Гарри Бэмпер, приятель Чарльза                              |

## Личная жизнь
Его женой была Ольга Сергеевна Бокшанская (1891—1948), секретарь дирекции МХАТа и личный секретарь В. И. Немировича-Данченко (с 1919 года), старшая сестра Елены Сергеевны Булгаковой, третьей жены писателя и драматурга Михаила Афанасьевича Булгакова.
Является одним из персонажей театрального мира «Театрального романа» Михаила Афанасьевича Булгакова.

## Почётные звания и награды
- Заслуженный деятель искусств РСФСР (26.10.1948)
- орден Трудового Красного Знамени (26.10.1948)
- орден Красной Звезды (14.04.1944)
- орден «Знак Почёта» (26.10.1938) — в связи с 40-летием МХАТ СССР им. М. Горького[2]

## Память
Похоронен на Новодевичьем кладбище Москвы рядом с отцом.

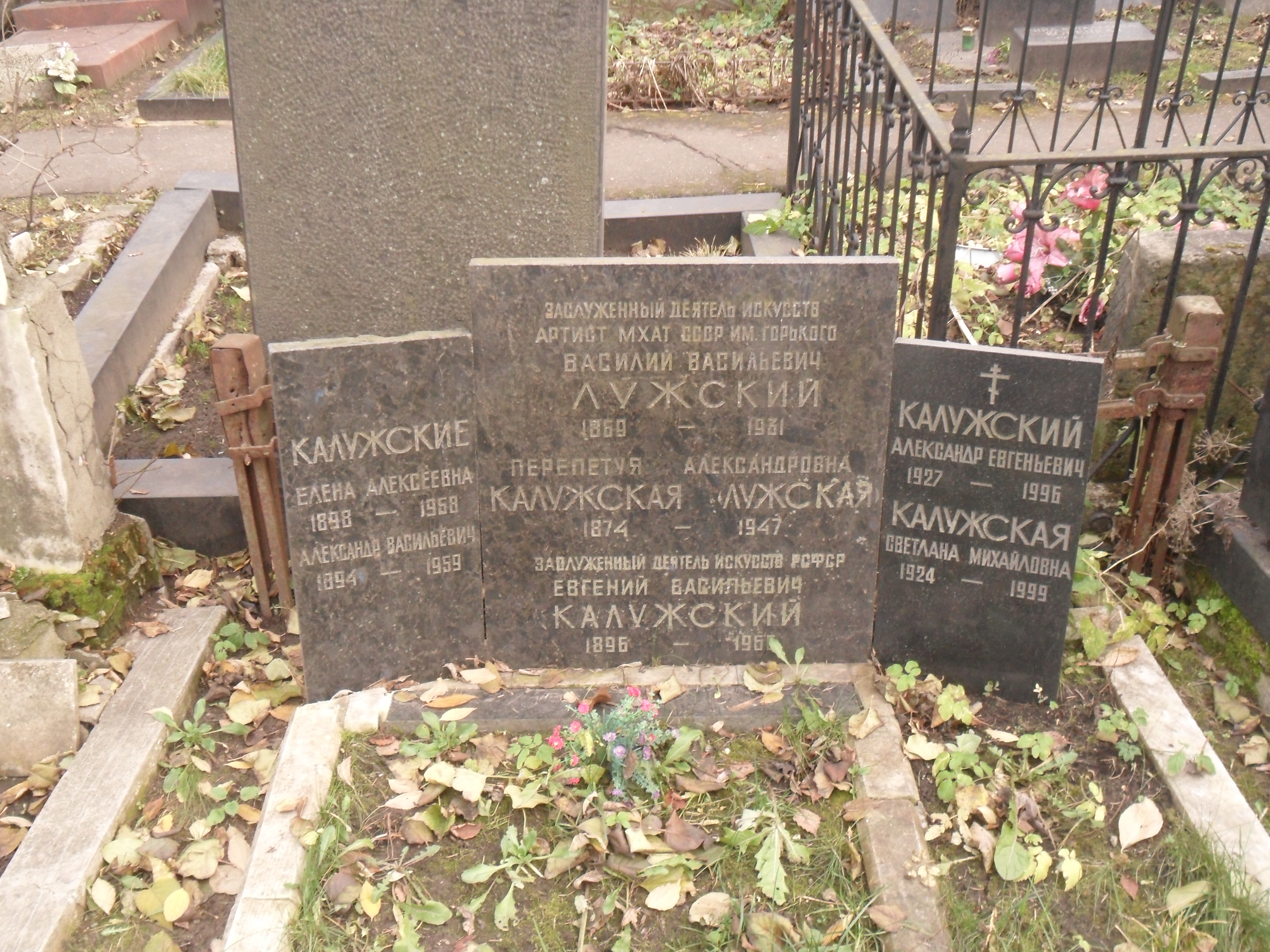
Могила семьи Лужских на Новодевичьем кладбище Москвы.